# Vampeerz
Vampeerz (im Original Vampeerz, My Peer Vampires) ist eine Manga-Serie von Akili. Sie erschien in Japan von 2019 bis 2023 und wurde ins Deutsche und Englische übersetzt. Der Manga erzählt von der Liebe zwischen einer Oberschülerin und einer Vampirin in Gestalt eines jungen Mädchens, der nach und nach immer mehr Vampire folgen und sich bei der Familie des Mädchens einnisten. Die Geschichte ist in die Genres Girls Love und Mystery einzuordnen.

## Inhalt
Auf der Beerdigung ihrer Großmutter bemerkt die 14-jährige Ichika ein ihr unbekanntes Mädchen, in die sie sich sofort verliebt. Das sich ungewöhnlich verhaltende Mädchen stellt sich als Aria vor. Sie zieht zu Ichikas Überraschung bei ihrer Familie ein, was ihre Eltern überhaupt nicht zu stören scheint. Bei der Begegnung mit einem Unbekannten im Lager, den Aria niederschlägt, beißt sie Ichika und stellt sich als Vampirin heraus – was diese dann auch freimütig einräumt. Ichika würde nun aber nicht zu ihresgleichen und auch sonst wären die meisten Legenden über sie unzutreffend. Und sie bevorzugten die Bezeichnung als Lil anstatt als Vampir. Ichikas Eltern wurden durch Hypnose überzeugt. Das Mädchen selbst ist weiterhin in die geheimnisvolle Besucherin verliebt und braucht keine andere Überzeugung. Sie will ihr gern bei allem helfen. Doch im Schrein stellt sich Arias eigentliches Anliegen heraus: Sie will mit Hilfe eines dort versiegelten Schwert sterben. Ichika soll sie töten, weigert sich aber. So bleibt Aria bis auf weiteres bei ihnen im Haus und Ichika nimmt sich vor, sie zu überzeugen, weiterzuleben.
So wird Aria offiziell in die Familie aufgenommen. Mit ihr zieht auch der Knecht Jiro, ein niederer Vampir, bei ihnen ein. Ichika ist glücklich, ihre Geliebte nun immer um sich zu haben, auch wenn sie noch keine richtige Beziehung führen. Bald werden sie durch das Auftauchen von Sakuya gestört, Arias Mutter. Die verhält sich so gar nicht als Vormund, sondern eher als lüsterne junge Erwachsene, die allen Mädchen und Frauen hinterherjagt. Und als Aria mit Ichika auf die Schule geht, wechselt ihre Mutter als Krankenschwester dorthin – und zieht ebenfalls bei Ichikas Familie ein. Ihre Stellung an der Schule nutzt Sakuya aus, um weitere Opfer zum Blutsaugen zu bekommen. Auch Ichika will die Gelegenheiten dort nutzen, Aria näherzukommen und zu küssen. So verlangt sie es als Gegenleistung für das Blutsaugen. Aria aber lehnt ab und entsagt schließlich ganz dem Blut. Ausgemergelt greift sie auf Kälberserum als Ersatz zurück. Doch im Schulalltag und in der Freizeit kommen sich die beiden näher. Als plötzlich eine weitere junge Vampirin angreift, kommt es zum Kampf am Schrein, in dem Aria Ichika beschützen muss, aber leicht bestehen kann. Auch weiterhin will sie das Mädchen beschützen und erlaubt ihr auch wieder einen Kuss. Die Angreiferin stellt sich als Kara heraus, eine Lil aus Indien, die es auch auf das Schwert abgesehen hat. Ichika merkt schnell, dass Kara auch in Aria verliebt ist. So werden beide Rivalinnen, sind einander aber bald auch besonders sympathisch, da sie an Aria das Gleiche mögen und freunden sich an. Gemeinsam wollen sie sicherstellen, dass ihre Geliebte nicht stirbt. Von Kara, die nun ebenfalls bei ihnen einzieht, erfährt Ichika auch, dass Aria die Königin der Lil in Ostasien ist, deren Position sie aber nicht wirklich wahrnimmt und eher als lästig empfindet.

## Veröffentlichung
Die Serie erschien zunächst in einzelnen Kapiteln im Magazin Sunday GX. Sie startete im Februar 2019 und wurde im April 2023 abgeschlossen. Von August 2019 bis Juni 2023 wurde der Manga vom Verlag Shogakukan in neun Sammelbänden herausgegeben. Eine deutsche Fassung erschien von Dezember 2020 bis Februar 2024 bei Egmont Manga. Übersetzer war Gandalf Bartholomäus. Auf Englisch erschien die Serie bei Denpa.